# Krzysztof Kamiński
Krzysztof Kamiński est un footballeur polonais né le 26 novembre 1990 à Nowy Dwór Mazowiecki. Il évolue au poste de gardien de but.

## Biographie
Krzysztof Kamiński joue en Pologne et au Japon.
Il dispute six matchs en Ligue Europa lors de la saison 2014-2015 avec l'équipe du Ruch Chorzów.